# Wolves (filme)
Wolves   (br: Lobos) é um filme produzido nos Estados Unidos em 2014 do gênero terror, escrito e dirigido por David Hayter e protagonizado por Lucas Till, Jason Momoa e Merritt Patterson.

## Sinopse
Durante um jogo de futebol no colégio, o jovem Cayden Richards (Lucas Till) descobre que é um lobisomem. Após ser acusado de assassinar seus pais, ele foge de casa e chega em uma cidadezinha onde percebe não ser o único. Mas sua presença lá incomoda Connor (Jason Momoa), o lobisomem chefe da cidade que não pretende usar sua força para o bem.

## Elenco
- Jason Momoa...Connor
- Lucas Till...Cayden Richards
- Stephen McHattie...John Tollerman
- John Pyper-Ferguson...Wild Joe
- Merritt Patterson...Angelina Timmins

## Recepção
No agregador de críticas Rotten Tomatoes, que categoriza as opiniões apenas como positivas ou negativas, o filme tem um índice de aprovação de 24% calculado com base em 21 comentários dos críticos. Por comparação, com as mesmas opiniões sendo calculadas usando uma média aritmética ponderada, a nota é 4.50/10. Já no agregador Metacritic, que calcula as notas usando somente uma média aritmética ponderada a partir das avaliações de 11 críticos que escrevem em maioria para a imprensa tradicional, o filme tem uma pontuação de 37 entre 100, com a indicação de "revisões geralmente desfavoráveis".